# Ngadirejo (Eromoko)
Ngadirejo is een bestuurslaag in het regentschap Wonogiri van de provincie Midden-Java, Indonesië. Ngadirejo telt 3665 inwoners (volkstelling 2010).